# بيتي جيفري
بيتي جيفري (بالإنجليزية: Betty Jeffrey)‏ هي ممرضة وكاتِبة أسترالية، ولدت في 14 مايو 1908، وتوفيت في 13 سبتمبر 2000.